# Method Animation
Method Animation (anteriormente conhecido como Method Films) é o estúdio de animação francês de propriedade da Mediawan por meio de sua divisão Kids & Family, fundado em 1998 por Aton Soumache. O estúdio produz programas de animação CGI e 2D. Foi criado em 2014 como o resultado da fusão do Chapter 2 de Dimitri Rassam e da Onyx Films de Alexis Vonarb. Em 2018, a Mediawan (fundada por Xavier Niel, Matthieu Pigasse e Pierre-Antoine Capton em 2015) obteve uma participação majoritária na Method Animation por meio da aquisição da ON Kids & Family e da ON Entertainment.

## História
Em 1996, durante a produção do curta Maaz, de Christian Volckman, o produtor Aton Soumache e Alexis Vonarb lançaram sua própria produtora dedicada a curtas e longas-metragens, chamada Onyx Films.
Dois anos depois, em 1998, Aton Soucmache e Alexis Vonarb entraram no ramo da TV lançando a Method Animation, que era conhecida como Method Films na época.
Em dezembro de 1999, foi anunciado que a Method Films havia se unido ao estúdio de animação Millimages, sediado em Paris, para lançar um novo estúdio de animação stop-motion em parceria com a empresa, que se chamaria Gimmick. O novo estúdio de animação trabalhará em projetos internos da Method Films, juntamente com trabalhos da Millimages, e também em coproduções e clientes externos, como comerciais de TV. O primeiro programa relacionado à parceria foi o Skyland.
Em agosto de 2006, a Method Films e sua produtora de animação CG Onyx Films anunciaram que fizeram uma parceria com a empresa indiana de animação e efeitos visuais DQ Entertainment para produzir seus longas-metragens.
Em janeiro de 2014, foi anunciado que a Method Animation, juntamente com a Onyx Films e a produtora de filmes dramáticos Chapter 2, anunciaram que seus fundadores Aton Soumache e Dimitri Rassam se fundiram para formar um novo grupo líder em produção audiovisual de animação e cinema chamado ON Entertainment, com a nova empresa lançando seu foco em suas séries de animação e longas-metragens, juntamente com filmes de ação ao vivo. A Method Animation e a Onyx Films, juntamente com a produtora cinematográfica Chapter 2, tornaram-se marcas do novo grupo de produção e audiovisual, com a Method Animation se tornando a marca de animação da ON Entertainment sob sua divisão ON Kids & Family, com a produtora cinematográfica Chapter 2 se tornando a marca de produção cinematográfica da ON.
Em setembro de 2016, a empresa controladora da Method Animation, ON Entertainment, anunciou que havia estabelecido um estúdio de animação norte-americano com sede em Montreal, Canadá, chamado ON Animation Studios Montréal para aumentar sua produção cinematográfica.
Em dezembro de 2017, foi anunciado que uma empresa de aquisição especial francesa sediada na Europa, chamada Mediawan, estava em negociações exclusivas para comprar uma participação majoritária na ON Entertainment, juntamente com a ON Kids & Family e suas gravadoras Method Animation e a produtora de filmes Chapter 2 por cerca de € 50 milhões. Um ano depois, em junho de 2018, a Mediawan anunciou que havia concluído a aquisição de uma participação majoritária na ON Entertainment e a renomeou para ON Kids & Family após sua divisão com o Capítulo 2 ter se separado da ON e passado para o portfólio da Mediawan.
Em abril de 2019, um ano após a aquisição da ON Entertainment e sua divisão ON Kids & Family pela Mediawan, a ON Kids & Family e sua empresa controladora Mediawan anunciaram que estabeleceram uma parceria com o produtor, ilustrador e autor francês de renome mundial Joann Sfar para desenvolver as obras do autor em adaptações para cinema e televisão com a aquisição de uma participação majoritária na produtora de animação de Joann Sfar, Nice Pictures, e a colocou sob a ON Kids & Family.
Em junho de 2020, a ON Kids & Family e sua empresa controladora Mediawan anunciaram que renomearam sua produtora parisiense de Joann Sfar, Nice Pictures, como seu mini-estúdio, renomeando-a para Magical Society com o veterano produtor de animação e fundador da Method Animation e produtor Aton Soumache e a premiada editora Joann Sfar liderando a empresa renomeada.
Em fevereiro de 2021, a ON Kids & Family anunciou que expandiu seu estado de TV para séries de televisão pré-escolares e fez uma parceria com o fabricante chinês de brinquedos e empresa global de mídia Alpha Group Co. Ltd para desenvolver em conjunto a primeira série animada pré-escolar da ON chamada Petronix Defenders com a Alpha Group desenvolvendo brinquedos feitos para o programa e distribuirá o programa na Ásia-Pacífico e MENA, enquanto o braço de distribuição da Mediawan, Mediawan Rights, distribuirá o programa em todo o mundo em outros lugares.
Em junho de 2022, quando a Mediawan, empresa controladora da ON Kids & Family, anunciou que traria todas as suas atividades para crianças e famílias e aumentaria seu conteúdo de entretenimento para jovens, foi anunciado que a Mediawan havia renomeado a ON Kids & Family e a relançado como uma nova divisão sob o nome Mediawan, que foi renomeada para Mediawan Kids & Family, marcando o fim do nome ON após 7 anos com Method Animation, Magical Society, ON Animation Studios e ON Classics se tornando parte da divisão recém-renomeada, com as duas últimas mantendo o nome ON. A Mediawan Kids & Family e sua empresa controladora Mediawan também anunciaram que lançaram dois novos selos de produção, que eram o estúdio de produção de animação tradicional Somewhere Animation e o estúdio de live-action Elliott Studio, juntamente com a Mediawan Kids & Family lançando sua própria divisão de distribuição que cuidará de todas as suas produções originais de live action e animação, juntamente com programas de terceiros. Três dias depois, no mesmo mês, a Method Animation e sua controladora Mediawan Kids & Family anunciaram que uniram forças com o criador de Miraculous, Thomas Astruc, a Shibuya Productions e o estúdio de animação japonês Tezuka Productions para reiniciar a série de mangá mais vendida de Osamu Tezuka, Astro Boy, em uma nova série animada de meia hora em CGI que será chamada de Astro Boy Reboot.
Em dezembro de 2022, a Method Animation, juntamente com sua controladora Mediawan Kids & Family, anunciou que contratou Katell France, a fundadora de seu estúdio de animação Onikiri, como Diretora de Conteúdo e Diretora Administrativa do selo Method Animation.
Em fevereiro de 2023, a Mediawan Kids & Family, juntamente com sua empresa controladora Mediawan, anunciou que adquiriu uma participação majoritária na produtora britânica de roteiro e animação Wildseed Studios, sediada em Bristol, marcando a primeira aquisição internacional da divisão de entretenimento juvenil da Mediawan, Mediawan Kids & Family, com a Wildseed Studios se tornando parte da Mediawan Kids & Family como seu próprio selo de produção. Dois meses depois, em abril do mesmo ano, a Method Animation e sua divisão controladora Mediawan Kids & Family foram expandidas por sua empresa controladora Mediawan quando anunciaram que adquiriram a produtora independente holandesa de cinema e televisão e o estúdio de produção de animação Submarine, com sede em Amsterdã, marcando a segunda expansão da Mediawan Kids & Family, desta vez na Holanda.

## Pessoas-chave

### Áton Soumache
Aton Soumache é um produtor de filmes de animação. Ele é o CEO da Method Animation. Soumache é talvez mais conhecido por O Pequeno Príncipe, pelo qual ele, Rassam, Alexis Vonarb e Mark Osborne ganharam o Prêmio César de Melhor Filme de Animação de 2016.

### Dimitri Rassam
Dimitri Rassam é um produtor de cinema e fundador do Chapter 2.

### Carolina Guillot
Ela é gerente de marketing da Method Animation.

### Alexis Vonarb
Ele nasceu em 1970 e é ex-aluno da Universidade Robert Schuman, em Estrasburgo. Depois estudou na Universidade de Leicester, no Reino Unido. Enquanto trabalhava na produção da La Fémis em 1995, ele conheceu Soumache. Ele fundou a Onyx Films, que produziu 15 filmes, incluindo Renaissance (2006), que ganhou um prêmio no Festival Internacional de Cinema de Animação de Annecy.

## Filmografia

### Séries de televisão

#### Method Animation
| Título                                  | Ano(s)        | Emissora                                                        | Nota |
| --------------------------------------- | ------------- | --------------------------------------------------------------- | --- |
| The Gnoufs                              | 2004–2007     | France 3                                                        | |
| Flatmania                               | 2004–2008     | France 3 YTV                                                    | Co-produção com Futurikon e Vivatoon |
| Skyland                                 | 2006–2007     | France 2 Teletoon                                               | Co-produção com 9 Story Entertainment, LuxAnimation e DQ Entertainment |
| Pop Secret                              | 2006–2007     | M6                                                              | Co-produção com Futurikon, Sony BMG Music Entertainment, 2 Minutes e 222 Records |
| Cosmic Quantum Ray                      | 2007          | Animania M6 Kika                                                | Co-produção com Mike Young Productions, Cosmotoons, Europool, Telegael, SK C&amp;C, Independence Creative e Maya Entertainment |
| Freefonix                               | 2008–2009     | CBBC                                                            | Co-produção com Cinnamon Entertainment, Tooco-productionnz Animation e Isle of Man Film |
| The Pinky and Perky Show                | 2008          | France 3 CBBC                                                   | Co-produção com Pinky & Perky Enterprises e DQ Entertainment |
| Iron Man: Armored Adventures            | 2009–2013     | France 2/France 4 Nicktoons                                     | Co-produção com Marvel Animation, DQ Entertainment, LuxAnimation (1ª temporada), Isle of Man Film (1ª temporada), Genius (1ª temporada), Fabrique D'Images (2ª temporada) e Onyx Lux (2ª temporada)                                                                     |
| Le Petit Nicolas                        | 2009–2010     | M6                                                              | Co-produção com M6 Studio, LuxAnimation, DQ Entertainment e ZDF Enterprises |
| The Little Prince                       | 2010–2015     | France 3 WDR Rai 2/Rai Yoyo                                     | Co-produção com LPPTV, LP Animation, DQ Entertainment, Fabrique D'Images, Rai Fiction, Sony Pictures Home Entertainment (Temporadas 1–2), AB Productions (3ª temporada) e ARD                                                                                           |
| Chaplin & Co                            | 2011–2012     | France 3                                                        | Co-produção com MK2, DQ Entertainment e Fabrique D'Images |
| The New Adventures of Peter Pan         | 2012–2016     | France 3 ZDF                                                    | Co-produção com DQ Entertainment, Story Board Animation, ZDF Enterprises e De Agostini Editore |
| Super 4                                 | 2014–2016     | France 3                                                        | Co-produção com Morgen Studios |
| Robin Hood: Mischief in Sherwood        | 2015–2019     | TF1 Disney Channel France (temporadas 1–2) ZDF                  | Co-produção com ZDF Enterprises, DQ Entertainment (temporadas 1–2), Fabrique D'Images (1ª temporada), De Agostini Editore (1ª temporada) and KidsMe (3ª temporada) |
| Miraculous: Tales of Ladybug & Cat Noir | 2015–presente | TF1/TFX                                                         | Co-produção com Zagtoon, Toei Animation, SAMG Entertainment (temporadas 1–3), SK Broadband (temporadas 1–3), De Agostini Editore (2ª temporada–) Gloob (3ª temporada-) e Gravity Animation (5ª temporada–) continuado pela Miraculous Corp. começando coma 6ª temporada |
| Popples                                 | 2015–2016     | Netflix Gulli Tiji                                              | Co-produção com Saban Brands, Zagtoon, DQ Entertainment, Nexus Factory e Umedia |
| Seven and Me                            | 2016–2017     | France 3                                                        | Co-produção com AB Productions, DQ Entertainment, Nexus Factory, ZDF Enterprises e Rai Fiction |
| Zak Storm                               | 2016–2018     | Canal J Gulli                                                   | Co-produção com Zagtoon, SAMG Animation, MNC Animation, SK Broadband, Man of Action Studios, PGS Entertainment e De Agostini Editore |
| Denver the Last Dinosaur                | 2018          | M6                                                              | Co-produção com Zagtoon, Nexus Factory, UMedia e PGS Entertainment |
| The Psammy Show                         | 2018–2019     | Disney Channel Germany Disney Channel France                    | Co-produção com DQ Entertainment |
| Apollo's Tall Tales                     | 2019          | France 5/TiJi ZDF                                               | Co-produção com Bidibul Productions, PGS Entertainment e ZDF Enterprises |
| Power Players                           | 2019–2021     | France 4 Cartoon Network Discovery Kids Latin America WDR Gloob | Co-produção com Zagtoon, Man of Action Studios, WDR Media Group e Kaibou |
| The Enchanted Village of Pinocchio      | 2022          | France 5 Rai Yoyo                                               | Co-produção com Palomar, Rai Ragazzi e ZDF Studios |
| Petronix Defenders                      | 2022          | M6 Gulli Super RTL                                              | Co-produção com Alpha Group Co. Ltd e Palomar |
| The Little Prince and Friends           | 2023–presente | France 5 WDR Rai Yoyo Gloobinho                                 | Co-produção com Bidibul Productions, LPPTV e Rai Kids |
| Pirate Academy                          | 2024–presente | M6 Gulli Canal J ZDF                                            | Co-produção com Toonz Entertainment, Telegael, ZDF Studios e KidsMe |
| Karters                                 | TBA           | Cartoonito EMEA                                                 | |
| Witch Detectives                        | TBA           | TF1 Super RTL                                                   | Co-produção com Trickstudio Lutterbeck, Letko e Toonz Entertainment |
| The 3 Musketeers                        | TBA           | France Television RAI ZDF                                       | Co-produção com Palomar, ZDF Studios e Rai Kids |
| Taïtikis Guardians of the Oceans        | TBA           |                                                                 | |
| Anansi                                  | TBA           | TBA                                                             | Co-produção com Diprente |
| Astro Boy Reboot                        | TBA           | TF1                                                             | Co-produção com Tezuka Productions e Shibuya Productions |
| The Magic Roundabout                    | TBA           | TBA                                                             | Co-produção com Magic |
| Tuff Pom                                | TBA           | France Televisions                                              | Co-produção com Wildseed Studios |
| Tales of the Mirru: Vet Explorers       | TBA           | TBA                                                             | Co-produção com Good Hero |

#### Somewhere Animation
| Título              | Anos        | Rede        | Notas                         |
| ------------------- | ----------- | ----------- | ----------------------------- |
| Chefclub Adventures | A confirmar | A confirmar | coprodução com Snacking Media |
| Temtem              | A confirmar | A confirmar | coprodução com Marla Studio   |

#### Wildseed Studios
| Título          | Anos          | Rede               | Notas                                                         |
| --------------- | ------------- | ------------------ | ------------------------------------------------------------- |
| Counterfeit Cat | 2016–2017     | Disney XD Teletoon | Co-produção com Tricon Kids & Family                          |
| Dodo            | 2021–presente | Sky Kids           | Co-produção com Telegael, Toonz Media Group e Ingenious Media |
| Ama's Story     | 2023          | Sky Kids           |                                                               |
| Tuff Pom        | A confirmar   | France Televisions | Co-produção com Method Animation                              |

### Filmes
| Título                                              | Data de lançamento                                                                                    | Distribuidor                                                 | Nota |
| --------------------------------------------------- | --- | ------------------------------------------------------------ | --- |
| Renaissance                                         | 15 de março de 2006                                                                                   | Pathé Distribution                                           | Co-produção com Pathé, Millimages, LuxAnimation, France 2 Cinema e Timefirm Limited                                  |
| Trouble at Timpetill                                | 17 de dezembro de 2008                                                                                | Pathé Distribution                                           | Co-produção com Chapter 2 e LuxAnimation                                                                             |
| The Prodigies                                       | 8 de junho de 2011                                                                                    | Warner Bros. Pictures                                        | Co-produção com Studio 37, Fidelite Films, DQ Entertainment e LuxAnimation                                           |
| Upside Down                                         | 31 de agosto de 2012 (Canadá) 17 de abril de 2013 (Franca)                                            | Warner Bros. Pictures (França) Les Films Séville (Canadá)    | Filme live-action Co-produção com Kinology, Transfilm International, Studio 37, Jorour Productions e France 2 Cinema |
| The Little Prince                                   | 15 de julho de 2015                                                                                   | Paramount Pictures (França) Lucky Red Distribuzione (Itália) | Co-produção com Orange Studio, M6 Films, LPPTV and Lucky Red                                                         |
| Mune: Guardian of the Moon                          | 15 de outubro de 2015                                                                                 | Paramount Pictures                                           | Co-produção com Orange Studio e Kinology                                                                             |
| Tall Tales from the Magical Garden of Antoon Krings | 13 de dezembro de 2017                                                                                | Gebeka Films                                                 | sob ON Classics Co-produção com Bidibul Productions                                                                  |
| Playmobil: The Movie                                | 7 de agosto de 2019 (França) 9 de agosto de 2019 (Reino Unido) 9 de dezembro de 2019 (Estados Unidos) | Pathe Distribution (França) StudioCanal (Reino Unido)        | Co-produção com DMG Entertainment, M6 Films, Morgen Studios e Wild Bunch                                             |
| Little Vampire                                      | 21 de outubro de 2020                                                                                 | StudioCanal                                                  | sob a Magical Society Co-produção com StudioCanal, Autochenille Productions, France 3 Cinema e Panache Productions   |
| Little Nicholas: Happy As Can Be                    | 12 de outubro de 2022                                                                                 | BAC Films                                                    | sob o ON Classics Co-produção com Bidibul Productions                                                                |
| Ladybug & Cat Noir: The Movie                       | 5 de julho de 2023                                                                                    | SND                                                          | Co-produção com The Awakening Production, SND, Cross Creek Pictures e Fantawild                                      |
| The Magnificent Life of Marcel Pagnol               | Chegando em 2025                                                                                      | Sony Pictures Classics                                       | sob a ON Classics Co-produção com What the Prod., Bidibul Productions, Walking the Dog e Align                       |
| The Badalisc                                        | TBA                                                                                                   | TBA                                                          | como ON Entertainment                                                                                                |
| Little Jules Verne                                  | TBA                                                                                                   | TBA                                                          | como ON Entertainment                                                                                                |